# Follow the city lights
Follow The City Lights es el sexto álbum de estudio del grupo español Dover. La banda madrileña dio un giro en su carrera al editar este disco con un carácter electrónico.
En esta ocasión a las hermanas Llanos (Cristina y Amparo) y a Jesús Antúnez se sumó Samuel Titos como nuevo bajista. A partir de marzo de 2006 se empezó a hablar sobre el nuevo trabajo de Dover: ellos declararon que sería un antes y después. Para este trabajo eligieron a Daniel Alcover, con quien ya habían trabajado en Devil Came to Me y quien ganaría Premio de la música por mejor Técnico de Sonido por el trabajo en este álbum.

## Recepción
Este álbum ha sido, probablemente, el más polémico de la banda, puesto que el cambio de estilo supuso la renuncia de muchos fanes del grupo a seguir al cuarteto. El disco consiguió ser número 1 en ventas varias semanas y situando su primer sencillo «Let Me Out» en lo más alto de las listas. El premio obtuvo el galardón de Mejor Álbum Alternativo en los Premios de la Música de 2007.
Le siguieron los sencillos «Do Ya» y «Keep On Moving», la última que recuerda mucho a Madonna; como canción número cuatro aparece «Salvation», una canción que fue tocada por el grupo a finales del 2005 en una versión más rock. «You & Me» es una balada electropop en la que por primera vez se oye la batería y a Jesús Antúnez en los coros. «Tonight» es la canción más electrónica del disco y una de las más populares del directo.
En «Dear Mc Cartney» el grupo utiliza sintetizadores y guitarra para dedicársela al ex-Beatle, siendo la canción más corta del álbum. «Madrid», dedicada a la capital española, es la canción con más ritmo del disco. Finalmente llegan «Denial» siguiendo la misma línea electrónica y baile; y «Shine On Me», la canción más lenta del álbum en la que en la mayor parte de ella sólo se escuchan las guitarras.
Han confesado que tenían bastantes ganas de publicar un disco así, pese a lo que el público podía decir. Tras comprobar el éxito que ha tenido se sienten más relajados, y, por supuesto, mucho más animados. Cristina (la voz del grupo) ha declarado que de momento va a dejar aparcada su guitarra para dedicarse a bailar, que es lo que más le apetece ahora.

## Lista de canciones
Todas las canciones escritas y compuestas por Amparo Llanos y Cristina Llanos. 
| N.º   | Título            | Duración |  |
| 1.    | «Let Me Out»      | 4:23     |  |
| 2.    | «Do Ya»           | 2:59     |  |
| 3.    | «Keep On Moving»  | 3:26     |  |
| 4.    | «Salvation»       | 3:42     |  |
| 5.    | «You & me»        | 3:37     |  |
| 6.    | «Tonight»         | 4:01     |  |
| 7.    | «Dear Mc Cartney» | 1:58     |  |
| 8.    | «Madrid»          | 2:52     |  |
| 9.    | «Denial»          | 3:40     |  |
| 10.   | «Shine On Me»     | 2:43     |  |
| 33:21 |                   |          |  |

## Personal
Dover
- Cristina Llanos – Voz y guitarra acústica
- Amparo Llanos – Guitarras
- Jesús Antúnez – Batería
- Samuel Titos – Bajo

## Listas y certificaciones

### Listas semanales
| Lista (2006)               | Mejor posición |
| -------------------------- | -------------- |
| Lista de álbumes españoles | 4              |

### Certificaciones
| País                                                            | Certificación | Ventas  |
| --------------------------------------------------------------- | ------------- | ------- |
| España (PROMUSICAE)                                             | 1× Platino    | 130 000 |
| ^cifras de envíos sobre la base de la certificación por sí sola |               |         |